# Cypress Hills—Grasslands
Circonscription électorale fédérale du Canada
Cypress Hills—Grasslands est une ancienne circonscription électorale fédérale canadienne dans la province de la Saskatchewan représentée de 1997 à 2025. 

## Géographie
Elle est créée en 1996 à partir des circonscriptions de Kindersley—Lloydminster, Moose Jaw—Lake Centre et Swift Current—Maple Creek—Assiniboia.

### Délimitation
Cypress Hills—Grasslands comprend le secteur sud-ouest de la province, dont la ville de Swift Current. Les circonscriptions limitrophes sont Battlefords—Lloydminster, Sentier Carlton—Eagle Creek, Moose Jaw—Lake Centre—Lanigan, Souris—Moose Mountain, Medicine Hat—Cardston—Warner et Battle River—Crowfoot.

1996
2013

## Députés
| Législature | Années    | Député         | Député       | Parti               |
| --- | --------- | -------------- | ------------ | ------------------- |
| Cypress Hills—Grasslands issue de Kindersley—Lloydminster, Moose Jaw—Lake Centre et Swift Current—Maple Creek—Assiniboia |           |                |              |                     |
| 36e | 1997–2000 |                | Lee Morrison | Réformiste          |
| 36e | 2000-2000 |                | Lee Morrison | Alliance canadienne |
| 37e | 2000–2002 | David Anderson |              | Alliance canadienne |
| 37e | 2003-2004 | David Anderson |              | Conservateur        |
| 38e | 2004–2006 | David Anderson |              | Conservateur        |
| 39e | 2006–2008 | David Anderson |              | Conservateur        |
| 40e | 2008–2011 | David Anderson |              | Conservateur        |
| 41e | 2011–2015 | David Anderson |              | Conservateur        |
| 42e | 2015–2019 | David Anderson |              | Conservateur        |
| 43e | 2019–2021 | Jeremy Patzer  |              | Conservateur        |
| 44e | 2021–2025 | Jeremy Patzer  |              | Conservateur        |
| Circonscription abolie voir : Swift Current—Grasslands—Kindersley                                                        |           |                |              |                     |

## Curiosité
Bill Caton a été candidat à quatre reprises dans cette circonscription, sous trois étiquettes différentes en dix-sept ans : il est candidat Progressiste-conservateur en 2000 (9,9 %), puis devient le candidat libéral en 2004 (18,7 %) et 2006 (12,9 %). Il ne se présente pas lors des deux élections suivantes mais fait son retour en 2017 pour le Parti vert du Canada (2,74 %), après avoir dirigé la campagne provinciale du Parti vert de la Saskatchewan en 2011.

## Résultats électoraux
|       | Candidat           | Parti        | # de voix | % des voix |
|       | (x) David Anderson | Conservateur | +25 050,  | 69,19 %    |
|       | Marvin Wiens       | Libéral      | +05 381,  | 14,86 %    |
|       | Trevor Peterson    | NPD          | +04 783,  | 13,21 %    |
|       | Bill Caton         | Vert         | +00993,   | 2,74 %     |
| Total | Total              | Total        | 36 207    | 100 %      |

|       | Candidat           | Parti        | # de voix | % des voix |
|       | (x) David Anderson | Conservateur | +20 555,  | 69,85 %    |
|       | Duane Filson       | Libéral      | +01 838,  | 6,25 %     |
|       | Trevor Peterson    | NPD          | +06 248,  | 21,23 %    |
|       | Helmi Scott        | Vert         | +00788,   | 2,68 %     |
| Total | Total              | Total        | 29 429    | 100 %      |

|       | Candidat           | Parti        | # de voix | % des voix |
|       | (x) David Anderson | Conservateur | +17 921,  | 64,36 %    |
|       | Duane Filson       | Libéral      | +03 691,  | 13,26 %    |
|       | Scott Wilson       | NPD          | +04 315,  | 15,5 %     |
|       | Bill Clary         | Vert         | +01 919,  | 6,89 %     |
| Total | Total              | Total        | 27 846    | 100 %      |

|       | Candidat           | Parti        | # de voix | % des voix |
|       | (x) David Anderson | Conservateur | 20 035    | 66,48 %    |
|       | Bill Caton         | Libéral      | 3 885     | 12,89 %    |
|       | Mike Eason         | NPD          | 5 076     | 16,84 %    |
|       | Amanda Knorr       | Vert         | 1 141     | 3,79 %     |
| Total | Total              | Total        | 30 137    | 100 %      |

|       | Candidat           | Parti        | # de voix | % des voix |
|       | (x) David Anderson | Conservateur | 18 010    | 60,64 %    |
|       | Bill Caton         | Libéral      | 5 547     | 18,68 %    |
|       | Jeff Potts         | NPD          | 4 901     | 16,5 %     |
|       | Bev Currie         | Vert         | 1 243     | 4,19 %     |
| Total | Total              | Total        | 29 701    | 100 %      |

|  | Candidat          | Parti                     | #     | %      |
|  | ----------------- | ------------------------- | ----- | ------ |
|  | David Anderson    | Alliance                  | 18593 | 61,6 % |
|  | Keith Murch       | Néo-Démocrate             | 5101  | 16,9 % |
|  | Marlin Bryce Belt | Libéral                   | 3791  | 12,6 % |
|  | Bill Caton        | Progressiste-conservateur | 2676  | 9,9 %  |
|  | Total             |                           | 30161 |        |